# Weinan
Die Stadt Weinan (渭南,  Wèinán) ist eine bezirksfreie Stadt der chinesischen Provinz Shaanxi. Sie befindet sich im Osten der Provinz und ist mit 4.688.744 Einwohnern (Stand: Zensus 2020) nach Xi’an und Xianyang die drittgrößte Stadt der Provinz. Das Stadtgebiet umfasst insgesamt eine Fläche von 13.031 Quadratkilometern. In dem eigentlichen urbanen Siedlungsgebiet von Weinan leben allerdings nur 508.065 Einwohner (Stand: Zensus 2020).
In Weinan befinden sich der Qing'an-Tempel und der Huizhao-Tempel, dessen Pagoden auf der Liste der Denkmäler der Volksrepublik China stehen.
Die Longhai-Bahn verbindet Weinan mit Lanzhou und Lianyungang.

## Name der Stadt
Die Stadt Weinan wurde im Jahr 668 v. Chr. gegründet. Wei (渭) ist der Name eines Flusses, dem Wei He, und Nan (南) bedeutet Süden auf Chinesisch. Deshalb bedeutet der Name die Stadt am südlichen Ufer des Flusses Wei.

## Geschichte
Weinan liegt zwischen den beiden chinesischen Hauptstädten Xi’an und Luoyang und hat eine lange Geschichte.

## Administrative Gliederung
Das Verwaltungsgebiet der bezirksfreien Stadt Weinan besteht aus zwei Stadtbezirken, zwei kreisfreien Städten und sieben Kreisen. Diese sind (Stand: Zensus 2020):
- Stadtbezirk Huazhou - 华州区 Huàzhōu Qū, 1.129 km², 268.620 Einwohner;
- Stadtbezirk Linwei - 临渭区 Línwèi Qū, 1.262 km², 920.044 Einwohner;
- Stadt Huayin - 华阴市 Huàyīn Shì, 676 km², 205.119 Einwohner;
- Stadt Hancheng - 韩城市 Hánchéng Shì, 1.586 km², 383.097 Einwohner;
- Kreis Tongguan - 潼关县 Tóngguān Xiàn, 433 km², 125.317 Einwohner;
- Kreis Dali - 大荔县 Dàlì Xiàn, 1.707 km², 592.888 Einwohner;
- Kreis Pucheng - 蒲城县 Púchéng Xiàn, 1.582 km², 662.603 Einwohner;
- Kreis Chengcheng - 澄城县 Chéngchéng Xiàn, 1.123 km², 304.089 Einwohner;
- Kreis Baishui - 白水县 Báishuǐ Xiàn, 984 km², 223.832 Einwohner;
- Kreis Heyang - 合阳县 Héyáng Xiàn, 1.313 km², 360.683 Einwohner;
- Kreis Fuping - 富平县 Fùpíng Xiàn, 1.246 km², 642.452 Einwohner.

## Verkehr
Weinan liegt im Osten der Provinz Shaanxi und ist verkehrstechnisch sehr gut mit der Umgebung verbunden, vor allem mit der Provinzhauptstadt Xi’an.

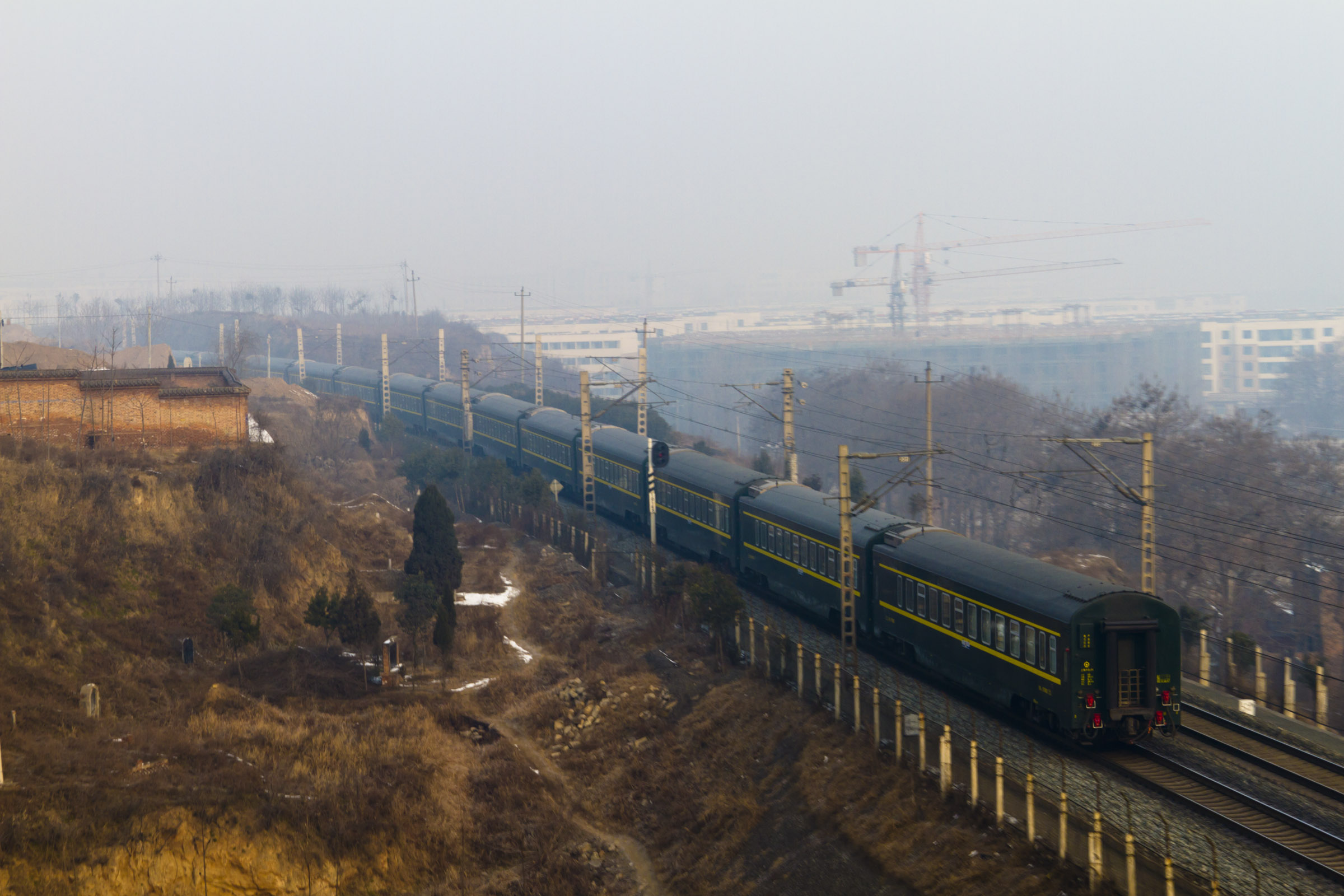
Zug T165 nahe Weinan

### Bahn
Die Bahnstrecke Lianyungang–Lanzhou verbindet die Stadt mit Zhengzhou, Lanzhou, Xi’an und anderen wichtigen chinesischen Städten. Der Nordbahnhof von Weinan liegt an den Schnellfahrstrecken Xuzhou–Lanzhou und  Datong–Xi’an. Es gibt Hochgeschwindigkeitsverbindungen nach Peking, Shanghai, Guangzhou, Shenzhen, Xi’an, Taiyuan und Zhengzhou.

### Luft
In der Stadt gibt es momentan keinen Flughafen, der nächste Flughafen ist der Flughafen Xi’an-Xianyang, etwa 100 km von der Stadt entfernt. Ein neuer Regionalflughafen ist im Kreis Tongguan in Planung, um den Tourismus am Hua Shan anzukurbeln.

## Städtepartnerschaft
- Szeged, Ungarn (1999)
- Gumi, Republik Korea(2014)

## Persönlichkeiten
- Lei Fumin (* 1965), Ornithologe